# ذوات الخصر
ذوات الخصر أو الخصراوات (الاسم العلمي: Apocrita) هي رتيبة من الحشرات تحت رتبة غشائيات الأجنحة، تشمل كل من الدبابير والنحل والنمل، وتتكون من العديد من الفصائل. وتشمل على أكثر غشائيات الأجنحة تطورا وتتميز عن عديمات الخصر بالخصر النحيل بسبب وجود انقباض واضح يدعى الخصر أو العنيق (petiole) فيما بين البروبوديم والحلقة البطنية الحقيقة الثانية. لذلك، من الممارسة العامة، عند مناقشة جسد ذوات الخصر بالمعنى التقني، فإن الإشارة تكون إلى المنطقة الوسطى والمنطقة خلفية (أو المعدة) بدلاً من "القفص الصدري" و "البطن" ، على التوالي. كان تطور الخصر النحيل تكيفًا مهمًا لنمط حياة التطفل لأسلاف ذوات الخصر، مما يسهل على الأنثى في أستخدام آلة وضع البيض. وبإمكان آلة وضع البيض أن تمتد بحرية أو تنكمش، ويمكن أن تتطور إلى أبرة لاسعة للدفاع و شل حركة الفريسة. تكون اليرقات في هذه الرتيبة عديمة الأرجل وعمياء، وتتغذى إما داخل عائل (نبات أو حيوان) أو في عش خلية توفرها أمهاتهم.

## تقسيم
قسمت هذه الرتيبة إلى جماعتين رئيسيتين هما أكولياتا وباراسيتيكا وذلك كالآتي:
- رتيبة ذوات الخصر
  - دون رتبة ذوات الحمة
    - فصيلة عليا نحليات (النحل والإلقيات)
      - فصيلة الأنبوبيات (دبابير الصراصير)
      - فصيلة نحليات حفارة (نحل الحفر)
      - فصيلة نحلية (النحل النجار، النحل الحفار، نحل الوقواق، النحل الطنان، نحل السحلب، الزمعاوات، نحل العسل)
      - فصيلة نحليات البوليستر (نحل أصفر الوجه ونحل البوليستر)
      - فصيلة زنابير مربعة الرؤوس (الدبابير الرملية، ذئاب النحل، إلخ.)
      - فصيلة نحليات العرق (نحل العرق)
      - فصيلة زنبوريات متباينات النمط
      - فصيلة نحليات قارضة (النحل القارض)
      - فصيلة نحليات الميليتا
      - فصيلة Stenotritidae
      - فصيلة زنبوريات خيطية الخصر (زنابير حفارة)

    - فصيلة عليا شخدبيات
      - فصيلة طيريات
      - فصيلة زنبوريات الوقواق (زنبور الوقواق)
      - فصيلة زنبوريات البلوط
      - فصيلة Embolemidae
      - فصيلة Plumariidae
      - فصيلة متقوسات صلبة
      - فصيلة ذوات الثنن الروائسية

    - فصيلة عليا النَّمْلاَوات
      - فصيلة النمليات (النمل)

    - فصيلة عليا لقياوات
      - فصيلة نمليات مخملية (نمل مخملي)
      - فصيلة زنابير نملية
      - فصيلة زنابير عنكبوتية (دبور العنكبوت)
      - فصيلة كاملات الردف

    - فصيلة عليا زنابير خنجرية
      - فصيلة زنبوريات خنجرية

    - فصيلة عليا زنبوريات تيفية
      - فصيلة Bradynobaenidae
      - فصيلة مصليات الشكل
      - فصيلة زنابير تيفية

    - فصيلة عليا زنبوريات تنية
      - فصيلة Chyphotidae
      - فصيلة زنابير تنية

    - فصيلة عليا زنبوريات
      - فصيلة زنابير هراوية
      - فصيلة زنبورية (دبور الورق، دبور الطين الباني، زنبور، دبور اللقاح، دبور السترة الصفراء)

  - أشباه بدائيات المستقيم
    - فصيلة عليا صفريات
      - فصيلة دبوريات التين (دبور التين)
      - فصيلة Aphelinidae
      - فصيلة زنبارية نحاسية (دبابير النحاس)
      - فصيلة متقوسات
      - فصيلة زنبوريات ساحرة
      - فصيلة دنفصيات
      - فصيلة عبدوليات
      - فصيلة عسويليات (كالسيدات البذور)
      - فصيلة Leucospidae
      - فصيلة مشوهات (فيري فلاي)-أصغر الحشرات
      - فصيلة جعبوبيات
      - فصيلة متألقات صفرية
      - فصيلة طيطنيات
      - فصيلة روتويتيات
      - فصيلة حاملات العلامة
      - فصيلة ممدودات الميسم
      - فصيلة ملتويات رباعية
      - فصيلة توريميات
      - فصيلة طنفوشيات

    - فصيلة عليا آبريات
      - فصيلة Austrocynipidae
      - فصيلة آبرات (دبابير العفصة)
      - فصيلة Figitidae
      - فصيلة Ibaliidae
      - فصيلة Liopteridae

    - فصيلة عليا Diaprioidea
      - فصيلة Austroniidae
      - فصيلة Diapriidae
      - فصيلة Maamingidae
      - فصيلة Monomachidae

    - فصيلة عليا Mymarommatoidea
      - فصيلة Mymarommatidae

    - فصيلة عليا سطحاوات البطون
      - فصيلة Geoscelionidae
      - فصيلة Janzenellidae
      - فصيلة Neuroscelionidae
      - فصيلة Nixoniidae
      - فصيلة مسطحات البطون
      - فصيلة Proterosceliopsidae
      - فصيلة سلونية
      - فصيلة Sparasionidae

    - فصيلة عليا بدائية المستقيم
      - فصيلة Heloridae
      - فصيلة Pelecinidae
      - فصيلة Peradeniidae
      - فصيلة Proctorenyxidae
      - فصيلة بدائيات المستقيم
      - فصيلة Roproniidae
      - فصيلة Vanhorniidae

    - فصيلة عليا زنبوريات تاجية
      - فصيلة زنابير تاجية

    - فصيلة عليا Trigonaloidea
      - فصيلة Maimetshidae
      - فصيلة Trigonalidae

    - فصيلة عليا Evanioidea
      - فصيلة Aulacidae
      - فصيلة دلكيات (دبابير ذات العلامة)
      - فصيلة Gasteruptiidae

    - فصيلة عليا دبور نمسي
      - فصيلة دحموريات
      - فصيلة نمسيات (دبابير نمسية)

    - فصيلة عليا Megalyroidea
      - فصيلة Megalyridae